# Eggon João da Silva
Eggon João da Silva (Schroeder, 17 de outubro de 1929 — Jaraguá do Sul, 13 de setembro de 2015) foi um empresário bilionário brasileiro.
Filho de Emílio da Silva, de origem açoriana, e Magdalena Salomon, esta de ascendência teuto-húngara.
Eggon foi profundamente inspirado pelo pai. Emílio foi professor, fotógrafo, carpinteiro, marceneiro, músico, comerciante entre outras funções. Ele escreveu o livro "Jaraguá do Sul - A povoação do Vale do Itapocu", referência para muitos estudiosos da história catarinense. 
Eggon começou aos treze anos como uma espécie de "faz tudo" em um cartório da cidade de Jaraguá do Sul. Logo adquiriu experiência em assuntos administrativos. Em 1957, depois de 14 anos no principal banco do Estado, tornou-se sócio da João Wiest & Cia. Ltda., uma firma especializada na produção de canos de escape para veículos, então com oito funcionários.
Quatro anos depois, Eggon deixou a empresa, que contava com 150 funcionários, para enfrentar o maior desafio de sua carreira. Em setembro de 1961, juntamente com Werner e Geraldo, fundou a WEG. Até março de 1989, Eggon foi presidente da companhia e participou diretamente dos destinos da empresa, levando-a a figurar entre as maiores do setor, com participação destacada no mercado nacional e internacional. Neste mesmo mês e ano, passou o cargo para Décio da Silva. 
A trajetória de Eggon não está ligada apenas à WEG. O empresário fez parte dos conselhos de quatro grandes empresas: Oxford, Tigre, Marisol e Perdigão. Nesta última, inclusive, exerceu a função de diretor presidente entre 1994 e 1995, momento em que cumpriu a dura missão de recuperação financeira da empresa. Em setembro de 2015, aos 85 anos, Eggon João da Silva faleceu de causas naturais em um hospital de Jaraguá do Sul/SC.
Em setembro de 1961, juntamente com Werner Ricardo Voigt e Geraldo Werninghaus, fundou a WEG S.A., que na época produzia apenas motores elétricos.